# Трансилванија
Трансилванија или Ердељ (рум. Transilvania или Ardeal; мађ. Erdély) је географско историјски крај који се простире у карпатском басену данашње Румуније.

## Порекло имена
Први докуменат који се може пронаћи је из 1075. и позива се на Ултра Силвам (лат. Ultra silvam) или у преводу преко шума, како називају ту територију. Такође у истом столећу за ту територију су користили и Партес Трансилвана (лат. Partes Transsylvana), почетком 12. века у Легенда Санкти Герхарди (Legenda Sancti Gerhardi) се позивају на исти назив који значи крајеви преко шуме, тако да се у тадашњој Краљевини Мађарској то и одомаћило као службени назив. Међутим у свакодневном говору се и даље користио Ердељ као одредница, први докуменат који је то забележио је хроника из 12. века Геста Хунгарорум (Gesta Hungarorum) која је спомиње као Ердеелв (Erdőelv).
Превод мађарског назива су користили и Немци Ибервалд (Über Walt) у XIII и XIV веку у документима, а у каснијем периоду су прешли на назив Зибенбирген („Siebenbürgen”), што значи седам градова. Данашња имена тих седам градова, тадашњих утврђења, су: Брашов (Braşov), Сигишоара (Sighişoara), Медијаш (Mediaş), Сибињ (Sibiu), Себеш (Sebeş), Бистрица (Bistriţa) и Клуж-Напока (Cluj-Napoca).
Први румунски документ који бележи име Ердеља је из 1432. године и Ардеал („Ardeal”) се јавља као Арделиу („Ardeliu”).

## Географија
Историјски Ердељ заузима површину од 57.000 км² и просечна надморска висина је између 300 до 500 m. Налази се на источном делу карпатског базена и оивичен је на југу са Снежником (Havasalföld) и јужним Карпатима, на истоку са Молдавијом и Буковином. Док северне и западне границе су Марамуреш, Сатумаре, Силађшаг и такозвани Алфелд (Alföld).
Од планинских делова Карпата најпознатија је Харгита, а од река кроз Ердељ протичу Мориш, Самош и Олт који и извире у Ердељу.

#### Већи градови
Најважнији градови у историјском Ердељу су:
- Алба Јулија (мађ. Gyulafehérvár), рум. Alba Iulia) некадашња престоница;
- Клуж (рум. Cluj), данашња престоница;
- Брашов (мађ. Brassó);
- Бистрица (мађ. Beszterce);
- Сибињ (мађ. Nagyszeben), престоница некадашње Краљевске земље (мађ. Királyföld);
- Таргу Муреш (мађ. Marosvásárhely), престоница некадашње Мађарске Аутономне Области (мађ. Magyar Autonóm Tartomány);
- Одорхеју Секујеск (мађ. Székelyudvarhely, рум. Odorheiu Secuiesc), град Секеља;
- Мијеркурија Чук (мађ. Csíkszereda);
- Свети Ђорђе (мађ. Sepsiszentgyörgy, рум. Sfântu Gheorghe).

#### Области и историјска подела
Трансилванија данас нема посебан политички статус у оквиру Румуније него је подељена у 16 жупанија
|                                                                | | |                                                                                  |
| Данашња Трансилванија                                          | | |                                                                                  |
| Источни Банат                                                  | Партиум | Стари Ердељ | Стари Ердељ                                                                      |
| Источни Банат                                                  | Партиум | Земља Секеља |                                                                                  |
| - Караш-Северин(Judeţul Caraş-Severin) - Тимиш (Judeţul Timiş) | - Арад (Judeţul Arad) - Бихор (Judeţul Bihor) - Марамуреш (Judeţul Maramureş) - Сату Маре (Judeţul Satu Mare) - Салај (Judeţul Sălaj) | - Бистрица-Насауд (Judeţul Bistriţa-Năsăud) - Брашов (Judeţul Braşov) - Алба (Judeţul Alba) - Хунедоара (Judeţul Hunedoara) - Клуж (Judeţul Cluj) - Сибињ (Judeţul Sibiu) | - Харгита (Judeţul Harghita) - Ковасна (Judeţul Covasna) - Муреш (Judeţul Mureş) |
|                                                                | | |                                                                                  |

## Историја

#### Од VI века п. н. е. до IX века н. е.
- Први подаци потичу из VI века п. н. е., када се помињу Агатурси, да су живели на том подручју. После тога између III и II века п. н. е. се помињу Келти, а Дачани се помињу између II и I века, када на сцену ступају Римљани (106. година п. н. е.) и већи део Ердеља допада римском царству и настаје провинција под називом Дакија.
- Због све већег упада Гота у ову провинцију становништво се већином исељава и Ердељ на неки начин постаје пролазна станица за различите номадске народе и освајаче као што су Визиготи, Таифали, Хуни, Авари, Словени, Бугари и тако даље. По подацима из раних средњовековних хроника и неким ископинама у подручју Бодрог-Алшобу, приликом проласка Мађара и њиховог доласка у данашње пределе Мађарске 895. године, они наилазе на подручје где један народ говори мађарски. По тим подацима то су били преци Секеља који и данас живе на тим просторима југоисточног Ердеља. У причама народа из тог краја и даље живи уверење да они потичу од Хуна који су се повукли у те крајеве после распада Атилиног царства и нестали са историјске сцене.

#### Од IX века до 1526. године
- Од 1001. године и Ердељ потпада под мађарску краљевину и њоме управља краљевски намесник. У 13. веку се наилази у списима на прво раздвајање становништва на нације и то су помињу Мађари, Секељи, Саси и Румуни (или Власи како су их тада називали) који су се тада у већем броју, по неким подацима, доселили у те крајеве.

- После Будаи Нађ Анталове буне 1437. године политички систем се базирао на владавини привилегованих из заједнице трију народа: Мађара, Секеља и Саксонаца.
- Кључну улогу у уздизању Ердеља у првој половини 15. века је имао Сибињанин Јанко (Hunyady János). Његови успешни походи против Турака донели су му 1446. године статус гувернера у Мађарској и 1448. године папско признавање за принца Трансилваније. Јанош Хуњади је иначе био и отац познатог Матије Корвина (Matthias Corvinus of Hungary)
- У 16. веку, тачније 1526. године, после Мохачке битке, Ердељ потпада под владавину Османског царства, али и даље задржава своју територијалну неподељеност.

#### Ердељ као полунезависна кнежевина
Главни чланак: Кнежевина Трансилванија
- Први полунезависни владар и кнез у Ердељу је био Јован II Жигмунд Запоља (János Zsigmond) и то од 1540. године. Он је 1568. године на скупштини у Торди издао гаранцију за слободу вере. То је у ондашње доба један од првих законских аката који је давао ту слободу. Четири званичне вере су добиле ову привилегију од Турака: римокатоличка, евангелистичка (лутерани), реформати (калвинисти) и унитаристи (Мађарска Унитаристичка црква). Румунска Православна црква није званично призната због своје тадашње неорганизованости, али је била толерисана. Већина Секеља је тада припадала реформатској цркви и реформисти су тада веома много утицали на развој књижевности и културе код Секеља.
- У Ердељу, као полунезависној кнежевини, и Турци и Аустријанци су се трудили да појачају свој утицај. Тако да је територија под називом Партиум припојена Ердељу и то 1571. године по споразуму између Јована Жигмунда и Хабзбурговаца.
- Између 1. новембра 1599. године и 5. августа 1601. године, Ердељ бива освојен од стране Михаела Храброг, првог румунског ујединитеља, али и даље има своју самоуправу.
- У 17. веку Ердељ доживљава свој процват. Габор Бетлен (Bethlen Gábor), протестант, уздиже културу и постаје мецена уметности и науке тадашњег Ердеља. Такође се успешно убацује у такозвани Тридесетогодишњи рат на страну победника и придобија велики углед за Ердељ. Две најјаче племићке фамилије тог доба су биле Батори (Báthori-család) и Ракоци (Rákóczi-család) које су дали по неколико ердељских владара.
- 1699. године споразумом, Карловачким миром, склопљеним између Турске и Аустрије, Ердељ потпада под управу Хабзбурга. 1704. године Ференц II Ракоци (II. Rákóczi Ferenc) диже буну против Хабзбуршке власти, али она бива угушена и власт Хабзбурговаца учвршћена. Ипак Ердељ је опет задржао територијалну и културну независност.

#### Између1760. и1918. године
- По попису становништва из 1760. - 1762. године Ердељ је имао 66% Румуна, 22% Мађара и Секеља, 12% Немаца (Швабе и Саси).[1]
- За време владавине Хабзбурговаца део који се зове Партиум се враћа Мађарској, међутим 1733. године Карољ III поново припаја део те територије Ердељу.

- Аустријски генерал Буков (Buccow) је по наредби Марије Терезије проводио насилну мобилизацију, против које су се побунили Секељи, и 7. јануара 1764. године у месту Мадефалва је на тај дан је убијено неколико стотина Секеља од стране аустријске војске. Тај догађај је познат у историји Секеља као Мадефалска трагедија (Madéfalvi veszedelem). После тога догађаја на хиљаде Секеља се одселило из матице за Молдавију, а у каснијем периоду и у Буковину где су основали нова насеља, тачније пет села, где су живели до 1940. године када су и последњи Секељи напустили та села.
- За време револуционарне 1848. године главно обележје је било неслагање Мађара, Румуна и Хабзбуршке Монархије. Рат се разбуктао у новембру те године између румунских и саксонских трупа под Аустријском командом и мађарских трупа под командом пољског генерала Јожефа Бема. После почетних успеха мађарских трупа и пораза аустријских, дошло је до интервенције армије руског Цара Николе I, и мађарске снаге су поражене у бици код Темишвара 9. августа 1849. године.
- Угушивши побуну уз помоћ Царске Русије, Аустрија је предузела неколико мера да поново учврсти своју моћ, између осталог успоставила је репресивни режим у Мађарској и владала Трансилванијом преко војног гувернера и дала држављанство Румунима. Али ипак убрзо после тога Компромисом из 1867. који је устоличио Аустроугарску монархију специјални статус Ердеља се укинуо и Ердељ бива припојен Мађарској Краљевини.
- По попису становништва из 1910. године Ердељ је имао 34,2% Мађара-Секеља, 55,1% Румуна и 8,7% Немаца (Дунавске Швабе и Саси) и осталих 2%.

#### Трансилванија као део Румуније
- Распадом Аустроугарске почетком 1918, народи који су живели у оквиру на том тлу, почели су да траже независност од бивше Монархије. Прве су вође Трансилванијске Румунске Националне Партије позвале на уједињење свих Румуна у једну државу, на митингу у Алба Јулији од 1. децембра 1918. То је потврђено и од стране Националног савета Трансилванијских Немаца и Савета Дунавских Немаца Баната. Као одговор Мађари су у Клужу 22. децембра 1918. потврдили лојалност Трансилванијских Мађара матици.
- Версајским уговором Трансилванија је комплетно стављена под управу Румуније, територијално и економски. После побуне Мађара и пораза Кун Белине мађарске совјетске републике од стране румунске армије, Сент Жерменским уговором из 1919. и Трианонским уговором (Потписаним јуна 1920) где су одређене нове границе између Мађарске и Румуније и статус Трансилваније а самим тим и статус старог Ердеља.
- Краљ Фердинанд I од Румуније и краљица Марија од Румуније су крунисани у Алба Јулији 1922. као краљ и краљица целе Румуније.
- У августу 1940. на другом заседању у Бечу (тзв. Друга бечка арбитража) северни део Трансилваније је додељен Мађарској, али после уговора у Паризу 1947. на крају Другог светског рата, територија је враћена Румунији тако да су границе Мађарске враћене на оне из Трианонског уговора из 1920. године.

## Демографија
У данашњој Трансилванији живи популација од 7,5 милиона становника. Највећи удео чине Румуни па следе Мађари. Ове две групе се разликују, осим по пореклу, по традицији, култури и вери. Румуни чине већинско становништво у 14 округа, док Мађари у два округа и то у Харгити 84% и у Ковасни 73%.
Демографија се у задњих стотину година променила. У некада најважнијем културном центру Ердеља, Клужу, сада живи 20% Мађара. А од 500.000 ердељских Саса и Шваба скоро да није остало ништа. Једино се, од већих градова, у Темишвару и Нађсебену могу наћи остаци ових народа. Поред набројаних у данашњу структуру становништва улазе Роми, Русини, Словаци, Срби, Бугари, Чеси, Јевреји и тако даље.
| Број становника и проценат по већинским групама по попису из 1992. године \| \| \| \| \| Националност \| Број становника \| Процентуални однос (%) \| \| Румуни \| 5.684.142 \| 73,6 \| \| Мађари \| 1.603.926 \| 20,8 \| \| Роми \| 202.665 \| 2,6 \| \| Немци \| 109.017 \| 1,4 \| \| Остали (Украјинци, Срби, Словаци, Бугари, Хрвати, Чеси, Јевреји, итд.) \| 123.563 \| 1,6 \| \| Укупно \| 7.723.313 \| 100 \| \| \| \| \| |                 |                        |
| |                 |                        |
| Националност | Број становника | Процентуални однос (%) |
| Румуни | 5.684.142       | 73,6                   |
| Мађари | 1.603.926       | 20,8                   |
| Роми | 202.665         | 2,6                    |
| Немци | 109.017         | 1,4                    |
| Остали (Украјинци, Срби, Словаци, Бугари, Хрвати, Чеси, Јевреји, итд.) | 123.563         | 1,6                    |
| Укупно | 7.723.313       | 100                    |
| |                 |                        |

| Година  | Укупно    | Румуни | Мађари | Немци |
| ------- | --------- | ------ | ------ | ----- |
| 1760-62 | 860.000   | 66%    | 22%    | 12%   |
| 1869    | 4.224.436 | 59%    | 25%    | 9.5%  |
| 1880    | 4.032.851 | 57%    | 26%    | 9.0%  |
| 1890    | 4.429.564 | 56%    | 27.1%  | 12.5% |
| 1900    | 4.840.722 | 55%    | 29.5%  | 11.9% |
| 1910    | 5.262.495 | 55.1%  | 34.2%  | 8.7%  |
| 1919    | 5.259.918 | 57.1%  | 26.5%  | 9.8%  |
| 1920    | 5.208.345 | 57.3%  | 25.5%  | 10.6% |
| 1930    | 5.114.214 | 58.3%  | 26.7%  | 9.7%  |
| 1941    | 5.548.363 | 55.9%  | 29.5%  | 9%    |
| 1948    | 5.761.127 | 65.1%  | 25.7%  | 5.8%  |
| 1956    | 6.232.312 | 65.5%  | 25.9%  | 6%    |
| 1966    | 6.736.046 | 68%    | 24.2%  | 5.6%  |
| 1977    | 7.500.229 | 69.4%  | 22.6%  | 4.6%  |
| 1992    | 7.723.313 | 73.6%  | 20.8%  | 1.4%  |
| 2002    | 7.221.733 | 74.7%  | 19.6%  | 0.7%  |
| 2011    | 6.789.250 | 70.6%  | 17.9%  | 0.4%  |

#### Емиграција
Од 1945. Ердељ је напустило отприлике 300.000 Мађара, 400.000 Немаца и 50.000 Јевреја, а и велики број Румуна емигрирао је у западне земље. Сви ови емигранти заувек су напустили Ердељ из различитих разлога, од којих су најважнији економски, политички и национални.

## Срби у Трансилванији
Почевши од 15. века, на подручје Трансилваније досељавају се мање скупине српског становништва, а крајем 16. века на просторе између Ђуле (Алба Јулија, Ердељски Београд) и Тевиша доселиле су се многе српске избеглице из Баната, након пропасти устанка (1594) против Турака у Темишварском пашалуку. Везе између обновљене Српске патријаршије (1557-1766) и православних хришћана у Трансилванији постојале су већ од друге половине 16. века, а другој половини 17. века, православни митрополит Трансилваније био је српски владика Сава Бранковић, који је умро у Ђули (1683). У наредном периоду, од почетка 18. века, па све до средине 19. века, врховну црквену надлежност над праволсавцима у Трансилванији имала је Карловачка митрополија.

## Грб Трансилваније
Грб Трансилваније из 1659. године представља привилеговане народе тог доба:
- црна птица представља племиће и повезаност са краљевском лозом (већину племића су чинили Мађари);
- сунце и полумесец представља Секеље, и
- седам црвених кула представља седам саксонских утврђења.

- Грб из 1659. године.
- Грб Аустро−Угарске где је укључен и грб Ердеља.
- Садашњи грб Румуније где је укључен и грб Трансилваније.

## Галерија
- Ердељ
- Ердељ - Харгита
- Ердељ - Харгита
- Ердељ - Харгита
- Седласти врх
- Нађсебенска црква
- Арад - културни центар
- Арад - Евангелистичка црква
- Дворац Бран
- Клуж - Католичка катедрала
- Орадеа - Позориште
- Орадеа - Општинска кућа
- Сибиу - тврђава
- Сибиу - Детаљ
- Сигишоара - Торањ са сатом
- Сигишоара - Детаљ
- Темишвар
- Корондска грнчарија